# Новиловка
Новиловка (бел. Навілаўка) — деревня в Светиловичском сельсовете Ветковского района Гомельской области Беларуси.
Кругом лес.

## География

### Расположение
В 32 км на север от Ветки, 54 км от Гомеля.

## Транспортная сеть
Транспортные связи по просёлочной, затем автомобильной дороге Залесье — Светиловичи. Планировка состоит из 2-х криволинейных, параллельных между собой улиц, ориентированных с юго-востока на северо-запад и перекрещенных па центры короткой улицей. Застройка двусторонняя, деревянная, усадебного типа.

## История
Обнаруженный и раскопанный археологами курганный могильник железного века свидетельствует о заселении этих мест с давних времён. По письменным источникам известна с начала XVI века. Упоминается в материалах 1525, 1526, 1527 годов о конфликтах между ВКЛ и Московским государством. В 1765 году центр староства в Речицком повете Минского воеводства Великого княжества Литовского, в которое в 1773 году входили 2 деревни с 489 жителями мужского пола, принадлежали помещику Ф. Шалюте, 42 дыма. В 1785 году во владении арендатора К. Вишинского.
Через современный Ветковский район проходило путешествие императрицы Екатерины II из Санкт-Петербурга в Крым с 2 января по 11 июля 1787 года. Так, дорога пролегала через деревни Вавиловка (Новиловка), Столбун, Неглюбку на Новозыбков.
С 1866 года действовали сукновальня и мельница. По ревизии 1858 года во владении помещика Хоментова. В 1886 году работала ветряная мельница. Согласно переписи 1897 года располагалась в Покоцкой волости Гомельского уезда Могилёвской губернии, действовали церковно-приходская школа, хлебозапасный магазин, 2 кузницы, постоялый дом. В 1909 году работали школа, винная лавка, мельница.
С 8 декабря 1926 года по 1986 год центр Новиловского сельсовета Светиловичского, с 4 августа 1927 года Чечерского, с 12 февраля 1935 года Светиловичского, с 17 декабря 1956 года Чечерского, с 24 марта 1960 года Ветковского, с 25 декабря 1962 года Гомельского, с 6 января 1965 года Ветковского районов Гомельского округа (до 26 июля 1930 года), с 20 февраля 1938 года Гомельской области.
В 1930 году создан колхоз «Парижская коммуна», работали кузница и шерсточесальня. 131 житель погиб на фронтах Великой Отечественной войны. В 1959 году в составе совхоза «Светиловичи» (центр — деревня Светиловичи). Размещались 9-летняя школа, клуб, библиотека, фельдшерско-акушерский пункт, отделение связи, магазин.
В состав Новиловского сельсовета до 1974 года входили посёлок Культурный, до 1980 года — посёлок Тёмный Лог — оба в настоящее время не существуют.

## Население

### Численность
- 2004 год — 53 хозяйства, 101 житель.

### Динамика
- 1848 год — 79 дворов.
- 1858 год — 97 дворов.
- 1886 год — 104 двора, 581 житель.
- 1897 год — 135 дворов, 939 жителей (согласно переписи).
- 1909 год — 149 дворов, 1079 жителей.
- 1959 год — 514 жителей (согласно переписи).
- 2004 год — 53 хозяйства, 101 житель.

## Достопримечательность
- Воинский памятник

## Известные уроженцы
- Роговой, Павел Прокофьевич — академик НАН Беларуси и Академии сельскохозяйственных наук БССР, доктор сельскохозяйственных наук, профессор, заслуженный деятель науки, лауреат Государственной премии БССР.